# Photo du siècle
L'appellation de photo du siècle est donnée à une photographie de groupe publiée en juin 1966 dans le magazine Salut les copains. Prise par Jean-Marie Périer, elle montre 46 vedettes yéyé de l'époque.

## Histoire
La photo est prise le 12 avril 1966, au Studio Mac Mahon, rue des Acacias, dans le 17e arrondissement de Paris. Elle est publiée en juin 1966 comme poster central du numéro spécial (47) du mensuel, afin de fêter le quatrième anniversaire de sa parution, sur une idée de Daniel Filipacchi.
Regrouper les vedettes pour la prise de vue a, selon Périer, pris trois semaines.
Certaines vedettes d'abord pressenties n'y ont pas pris part, volontairement ou non : Nino Ferrer, qui ne veut pas être associé à la vague yéyé, ne décline pas mais arrive en retard, Frank Alamo fait son service militaire, Petula Clark, de retour des États-Unis, arrive après la prise de vue.
Plusieurs chanteurs absents connaîtront un succès peu après : Jacques Dutronc (son premier EP Et moi, et moi, et moi est sorti en juin 1966), Michel Sardou, Julien Clerc et Michel Polnareff.
Jean-Marie Périer veut mettre Johnny en valeur (« Salut les copains, les années 1960, c'est d'abord Johnny »), mais est soucieux d'éviter toute vexation de vedettes aussi populaires que Claude François ou Richard Anthony. C'est donc discrètement qu'au moment de la prise de vue, il demande à Johnny de monter d'un échelon, parce qu'« il ne le voit pas bien ».
Dans son autobiographie, la chanteuse Annie Philippe rapporte que cette séance photo a semblé ennuyer tout le monde : « On monte sur les gradins, on se dit à peine un bonjour, et on s'installe aux places qu'on nous a indiquées… ».
L'appellation « photo du siècle », donnée par les médias français au début des années 2000[réf. nécessaire], a été citée abondamment en avril 2016, cinquante ans donc après la prise de vue.

## Description
Les 46 artistes posent sur six rangs, surplombés par Johnny Hallyday grimpé sur une échelle. Sur le mur de briques en arrière-plan est inscrit au pochoir le titre du magazine.

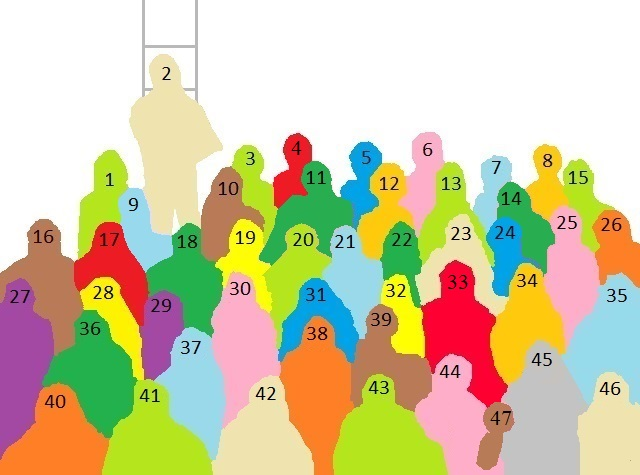
Représentation schématique de la photo du siècle.

Les artistes présents sur la photo sont, de haut en bas et de gauche à droite,,, :
| Rang     | Personnalités |
| -------- | --- |
| 6e rang  | - 1 Sylvie Vartan (1944-) - 2 Johnny Hallyday (1943-2017) - 3 Jean-Jacques Debout (1940-) - 4 Hugues Aufray (1929-) - 5 Catherine Ribeiro (1941-2024) - 6 Eddy Mitchell (1942-) - 7 Danyel Gérard (1939-) - 8 Claude Ciari (1944-) (Les Champions)                                                                        |
| 5e rang  | - 9 France Gall (1947-2018) - 10 Serge Gainsbourg (1928-1991) - 11 Frankie Jordan (1938-2025) - 12 Michèle Torr (1947-) - 13 Sheila (1945-) - 14 Chantal Goya (1942-) - 15 Dany Logan (1942-1984) |
| 4e rang  | - 16 Michel Paje (1945-) - 17 Ronnie Bird (1946-) - 18 Monty (1943-) - 19 Sophie Hecquet (1944-2012) - 20 Noël Deschamps (1942-) - 21 Jacky Moulière (1944-) - 22 Annie Philippe (1946-) - 23 Claude François (1939-1978) - 24 Eileen (1941-) - 25 Guy Mardel (1944-) - 26 Billy Bridge (1945-1994)                       |
| 3e rang  | - 27 Michel Berger (1947-1992) - 28 Michel Laurent (1944-2023) - 29 Nicole Rabaraona (1945-2000) (Les Surfs) - 30 Salvatore Adamo (1943-) - 31 Thierry Vincent (1942-1990) - 32 Tiny Yong (1944-) - 33 Antoine (1944-) - 34 Françoise Hardy (1944-2024) - 35 Benjamin (1945-1992)                                         |
| 2e rang  | - 36 Dick Rivers (1945-2019) - 37 Monikya "Monique" Rabaraona (1945-1993) (Les Surfs) - 38 Hervé Vilard (1946-) - 39 Jocelyne (1951-1972) |
| 1er rang | - 40 Dave Rabaraona (1943-2025) (Les Surfs) - 41 Rocky Rabaraona (1942-) (Les Surfs) - 42 Coco Rabaraona (1939-) (Les Surfs) - 43 Pat Rabaraona (1941-) (Les Surfs) - 44 Le Petit Prince (1952-2025) - 45 Richard Anthony (1938-2015) - 46 Christophe (1945-2020) - 47 peluche de Chouchou, mascotte de Salut les copains |

Seuls quelques-uns des chanteuses et chanteurs photographiés n'étaient pas français : Eileen (États-Unis), Adamo (Italie et Belgique), Le Petit Prince (Suisse) et les Surfs (Madagascar).